# Ашов
Ашов (од мађ. ásó) пољопривредно је и хортикултурно оруђе које служи за ручну основну обраду земљишта, трапљење, расађивање, вађење садница. Постоје ашови риљачи и ашови за вађење и расађивање садница.

## Ашов риљач
Ашов риљач служи за ручну основну обраду земљишта (риљање). Састоје се од листа и држаље. Лист је од челика са доњом ивицом равном, зашиљеном, полукружном или лучно повијеном. Предња површина листа је благо конкавна. Димензије листа су: дужина 24-27 (32) cm, ширина 16-17,5 (23) cm, а држаља је обухваћена оковом који је везује са листом у дужини од 15 cm. Масе риљача су од 1.5 kg до 2,7 kg. Држаље су дрвене (јасеновина) без додатка на крају или са D,Y или Т додатком. На тржишту се срећу и ашови са држаљама од лаких металних пластифицираних легура, а додаци су често од пластичних маса (полипропилен), али и од мешавине угљеникових влакана и челика. Укупна дужина ашова је 107-118 cm, а маса 1,8-2,2 kg.

## Ашов за вађење и расађивање садница
Ашови за вађење и расађивање садница су робуснији од ашова риљача и оков им допире и до половине дрвене држаље због јачих оптерећења него код риљања. Због тога држаље су од јачег дрвета (храстовина), од пуног челика или челичне цеви. Лист је нешто дужи него код риљача (26-30 cm), а ширина варира у зависности од врсте и старости садница које се њима ваде, као и од типа земљишта. Маса им се креће од 2.3 kg код оних са дрвеном држаљом до 6,3 kg код оних са челичним.
За вађење четинарских садница (које се обично гаје на глиновитијим земљиштима и ваде са бусеном) користе се ужи ашови чији продор у земљиште мање растреса бусен. За вађење мањих садница (из сејалишта) и песковитијих супстрата користе се шири ашови. Ширина листа ашова за вађење садница креће се од 13,5-28 cm.
Препоручује се да оков и горња половина листа са обе стране буду премазани упадљивом уљаном бојом (црвеном, наранџастом или жутом) не само због заштите од рђе, већ и због смањења могућности губљења у лејама прекривеним биљкама.
- Ручна основна обрада земљишта ашовом риљачем
- Лист ашова са зашиљеном и лучно повијеном доњом ивицом
- Ашови са различитом површином листа:мањом за глиновитија и већом за песковитија земљишта
- Вађење саднице пачемпреса ашовом од угљеничних влакана
- Ашов са подесивом дужином држаље
- Расађивање ожиљенице украсне клеке у одељак за формирање

## Историјат
Од касног Палеолита (40.000 год. п. н. е.) користе се претече ашова - копља за риљање (дијагонално пресечено мамутово ребро). Сличне алатке од животињске кости су донедавно користили Ескими. Копља за риљање која су била обично висине човека, временом су добијала попречни део за ногу чиме се повећавао притисак. Исти ефекат добијао се оптерећивањем копља шупљим камењем. Копља за риљање била су примењивана на лакшим, песковитим земљиштима, док су алатке сличне пијуку употребљаване за тежа земљишта. Велики број култура служио се копљима за риљање од аустралијских Абориџина до јужноамеричких цивилизација.
Прости ашови са радним делом од троугластог плочастог камена причвршћеног за држаљу ременима и битуменом срећу се у Месопотамији у 5. миленијуму п. н. е. Стари Грци су користе металне ашове (бронза, гвожђе), а општи назив алатки за обраду земљишта скапеион (σκαπηειον) обухвата и ашов.
Римљани су користили знатан број алатки типа ашова са металним радним делом. PALA је био ашов са широким листом сличан данашњим лопатама. Плиније Старији је ову алатку препоручивао за обраду обраслих земљишта. BIPALUM - модификована PALA за риљање са попречном шипком изнад листа. Шипка је била на различитим висинама у зависности од дубине обраде.
Ашови су израђивани у знатном броју облика и величина. Саксонци (око 100. год. н.е.) су користили једностране (асиметричне) ашове са равним хоризонталним сечивом на које се вршио притисак ногом. Ашов је имао закривљену држаљу са попречном дршком на врху (Т или Y облик). За Y-дршку коришћена је држаља од ракљастог дрвета, или је држаља процепљивана кроз центар.
До средњег века гвоздене алатке су коване. Са појавом пећи за топљење метала (високих пећи) алатке су добијане ливењем. Треба напоменути да још дуго паралелно егзистирале и алатке од дрвета, кости, оне оковане металом, па чак и од камена, јер су се нове технологије прво примењивале за израду оружја.
Један од најстаријих произвођача алатки је "Bulldog Tools Ltd.". Почеци производње везани су за ковачницу Kirkstall (данашњи Clarington Forge Lancashire) коју су основали цистерцински монаси око 1200. године. Практично све промене технолошких поступака за добијање алатки могу се сагледати кроз историјат овог произвођача. До краја 18. века производи се без већих промена технологије. Тада долази до привременог прекида, да би капиталом Elizabeth Beecroft и иновацијама Francis Parkesa фирма преживела до данас. Крајем 18. века Parkes уводи метод којим спаја гвожђе и челик и добија ашов мале масе са оштром ивицом. Успех ове методе навео га је да побољша везу између листа и држаље и том иновацијом постиже велики комерцијални успех. Ипак за Паркеса изазов је у челику. Чистији челик је био скуп, а онај мање чист - крт. После година експериментисања дошао је до јефтиног челика са потребном чистоћом и еластичношћу. Виле за риљање од овог челика приказао је на Великој изложби у Лондону 1851. године.
Поступак брзог добијања челика Бесемера (Henry Bessemer) (патентиран 1855. године) био је нови подстрек за Паркеса па успева да добије ашов максималне чврстине и трајности, али упола лакши од дотадашњих. Овако усавршена алатка адекватно је каљена, има потребну тврдоћу, „лежи“ у руци и прецизно је избалансирана. Од тада "Bulldog Tools Ltd." влада светским тржиштем квалитетних алатки, прилагођавајући се специфичним захтевима појединих тржишта новим типовима.
Током 20. века поред ручно кованих ашова који могу да служе и у неколико генерација, на тржишту су и ашови од дебљих лимова, често варени на цевастом делу у који улази држаља. Иако десетоструко јефтинији не препоручују се јер немају потребну чврстину, а варени делови су места потенцијалних ломова. Производ овог века је и „аутоматски ашов“ који иза места споја листа и држаље има зглобну папучицу на коју се врши притисак ногом. При превртању земљишта ашов се повлачи уназад без повијања леђа што је добро за старије или делимично хендикепиране кориснике. Мало је у употреби. Друга иновација је ашов са држаљом подесиве висине што му даје боље ергономске особине.